# Clinton County, Kentucky
Clinton County är ett administrativt område i delstaten Kentucky, USA, med 10 272 invånare. Den administrativa huvudorten (county seat) är Albany. 

## Geografi
Enligt United States Census Bureau så har countyt en total area på 532 km². 511 km² av den arean är land och 21 km² är vatten. 

### Angränsande countyn
- Russell County - nord
- Wayne County - öst
- Pickett County, Tennessee - sydost
- Clay County, Tennessee - sydväst
- Cumberland County - väst